# نادي بالستينو
نادي ديبورتيفو بالستينو ؛ النادي الرياضي الفلسطيني (بالإسبانية: Club Deportivo Palestino) نادي كرة قدم تشيلي محترف يقع مقره في سانتياغو، تشيلي. تم تأسيس الفريق يوم 8 أغسطس 1920 من قبل مجموعة من المهاجرين الفلسطينيين، حيث يعكس اسم النادي أصل الجالية الفلسطينية بتشيلي. بعد حوالي 30 عام من تأسيسه دخل الفريق لكي ينافس في دوري الدرجة الثانية ليفوز بها ويضمن صعوده للدرجة الممتازة.
فاز النادي بالستينو بدوري الدرجة الأولى مرتان عام 1952 وعام 1972، وفي عام 1955 فاز بأول بطولة وطنية بقيادة المدرب الأرجنتيني روبرتو كول، ثم تلاه العديد من الإنجازات أهمها تحقيقه الفوز بلقب كأس الدوري مرة أخرى عام 1978، و أيضاً الفوز بكأس تشيلي ثلاث مرات عام 1975 و 1977 و 2018، واحتلاله المركز الثاني في الدوري أربع مرات عام 1953, 1974, 1986, 2008.
حالياً يلعب الفريق على ملعب كيستيرنا البلدي الذي يتسع لجلوس 12,000 متفرج.

## التاريخ
في عام 1952 ، أنشأ اتحاد كرة القدم التشيلي أول بطولات الدوري المحترفة. تم قبول بالستينو في الدرجة الثانية ، وفازوا بها للوصول إلى الدرجة الأولى. وفي عام 1955 ، فاز النادي بأول بطولة وطنية له تحت تدريب كابتن الأرجنتين روبرتو كول. في تلك الحقبة، أصبح النادي معروفًا باسم millonario (المليونير) بسبب قدرته على جذب لاعبي كرة القدم من الدرجة الأولى.
في عام 1978 ، فاز النادي بلقب الدوري الثاني، وهذه المرة قاد الفريق قائد تشيلي إلياس فيغيروا. في هذه الحملة، سجلوا رقماً قياسياً جديداً في البطولة المحلية، لعدد المباريات التي لم يهزم فيها، وسرعان ما فازوا بكأس تشيلي ليحصدوا ثنائية الدوري والكأس. في عام 2004 ، أصبح النادي شركة مسجلة، لكن تغيير الوضع لم يحقق التحسن المتوقع في النتائج. في عام 2006، احتلوا المركز الثامن عشر من بين 20 فريقًا، مما أجبرهم على مواجهة مباراة فاصلة ضد فرنانديز فيال للحفاظ على مكانهم في دوري الدرجة الأولى. في نهاية المطاف انتصر النادي وحافظ على مكانه في الدرجة الأولى التشيلية.

## فلسطين والنادي

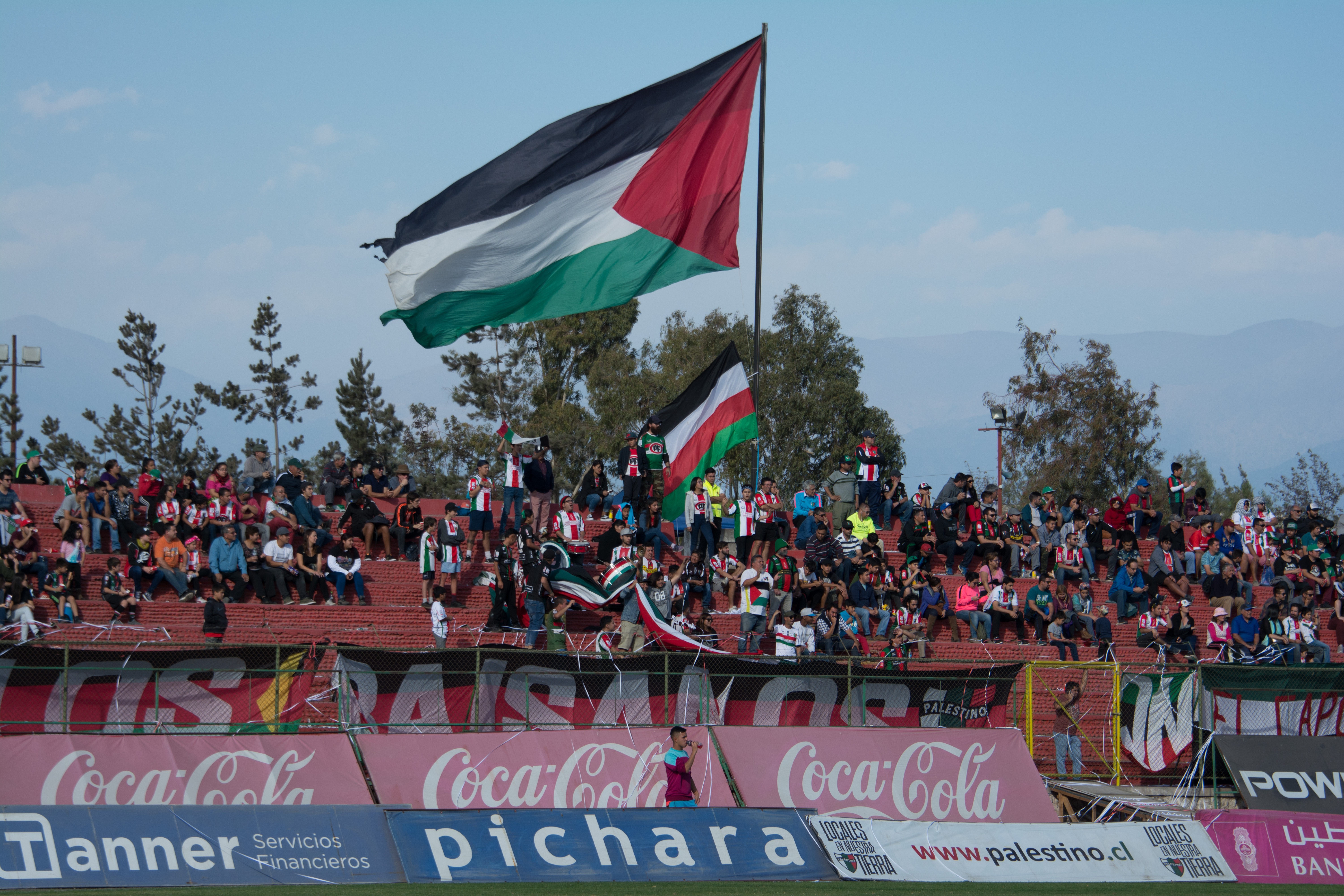
جمهور نادي بالستينو في إحدى المباريات ويظهر في الصورة علم فلسطين

تعتبر فلسطين مهمة جدًا بالنسبة للنادي الذي تسمى باسمها، حيث تتألف ألوان القميص من الأحمر والأخضر والأسود، وهي ألوان العلم الفلسطيني. وكان فريق «ديبورتيفو باليستينو» قد كشف أخيراً عن قميص جديد يأخذ فيه الرقم (واحد) شكل خريطة فلسطين، وقد اعترضت الجالية اليهودية في تشيلي على القميص، واعتبرته إقراراً بعدم الإعتراف بوجود اليهود في فلسطين. كما وقال غبرييل زيلياسنيك، رئيس الجالية اليهودية التشيلية السابق، لصحيفة التايمز «هذا شكل مقيت من العنف السياسي في كرة القدم التشيلية.» وأضاف «إنه تعصب مكروه».

## مرتبة الشرف
الدوري التشيلي لكرة القدم
- البطل (2): 1955 ، 1978
- الوصيف (4): 1953 ، 1974 ، 1986 ، 2008

كأس تشيلي
- البطل (3): 1975 ، 1977 ، 2018

الدوري التشيلي الدرجة الأولى
- البطل (2): 1952 ، 1972

## الشركات الرعاية
تشمل الشركات التي أبرم نادي ديبورتيفو بالستينو حاليًا صفقات رعاية معها:
- أليجريبت - Alegrebet

## فريق السيدات
يلعب فريق بالستينو النسائي في دوري الدرجة الأولى لكرة القدم للسيدات (Campeonato Nacional Primera División de Fútbol Femenino) ، وهي أكبر مسابقة لكرة القدم للسيدات في تشيلي. في عام 2015 فازوا بدورة كلاوسورا، وبذلك أنهوا سلسلة الألقاب التي استمرت عشرة مواسم لفريق كولو كولو. ورفع الكابتن أشرف الخطيب اللقب. ونُقل عنها قولها إنه من دواعي سروري أن أكون أول امرأة فلسطينية ترفع اللقب في تشيلي.
كانت ماريا خوسيه أوروتيا ، مهاجم فريق بالستينو السابق ، عضوًا في تشكيلة منتخب تشيلي لكرة القدم للسيدات في كأس العالم للسيدات 2019. وبضربة رأس ضد تايلاند في فازت تشيلي 2-0 في مرحلة المجموعات، وأصبحت أول لاعبة تشيلية تسجل هدفًا في كأس العالم للسيدات FIFA. كانت مدافعة بالستينو السابقة خافييرا تورو أيضًا عضوًا في تشكيلة منتخب تشيلي في بطولة 2019.

## أنظر أيضا
- فلسطينيو تشيلي

## وصلات خارجية
- الموقع الرسمي (بالإسبانية)